# Lionel Peter Twiss
Lionel Peter Twiss OBE, DSC & Bar (23 juillet 1921 - 31 août 2011) est un pilote d'essai britannique, détenteur du record du monde de vitesse aérienne sur avion à réaction à plus de 1 600 km/h (1 000 mph).

## Jeunesse
Il est né à Lindfield dans le Sussex et a vécu avec sa grand-mère pendant que ses parents étaient en Inde et en Birmanie. Il est le petit-fils d'un amiral et le fils du colonel Dudley Cyril Twiss, un officier de l'armée. Lionel Twiss est allé à l'école à Haywards Heath et plus tard à la Sherborne School. En 1938, il est employé comme apprenti dégustateur de thé par Brooke Bond à Londres, avant de retourner dans la ferme familiale près de Salisbury,.

## Carrière aéronautique

### Carrière militaire
Rejeté comme pilote par la Fleet Air Arm, il est accepté comme Naval Airman Second Class (équivalent de sergent dans l'armée américaine) au début de la Seconde Guerre mondiale. Après s'être entraîné à la 14e école de pilotage élémentaire et de réserve de Castle Bromwich (au nord-est de Birmingham), il pilote des Fairey Battle et Hawker Hart. Il suit une formation opérationnelle au RNAS Yeovilton aux commandes d'appareils tels que des Blackburn Roc, Blackburn Skua et Gloster Gladiator. Son affectation suivante est l'École de coopération de l'armée à Andover au sein de laquelle il pilote des Bristol Blenheim pour une conversion bimoteurs. Il est ensuite affecté au 771e escadron dans les îles Orcades, pilotant une variété d'avions navals pour diverses missions, y compris des observations météorologiques à 3 600 m d'altitude en hiver dans le cockpit ouvert d'un Fairey Swordfish ainsi que des tâches de remorquage de cibles.
Il sert ensuite dans la Merchant Ship Fighter Unit (unité de chasse de la marine marchande) pilotant des Hawker Hurricane lancés à partir de catapultes montées sur des navires marchands. Ces missions obligeaient le pilote à abandonner l'appareil après avoir amerri ou alors à sauter en parachute, dans l'espoir d'être récupéré par un navire qui passait. Lors des convois de Malte en 1942, il pilote des Fairey Fulmar avec le 807 Squadron, décollant depuis le porte-avions HMS Argus. Pour ses états de service, il reçoit la Distinguished Service Cross (DSC) en juin 1942. Plus tard dans l'année, l'escadron est converti sur Supermarine Seafire décollant depuis le porte-avions HMS Furious pour les débarquements de l'opération Torch en Afrique du Nord. Lors des débarquements alliés en Algérie et au Maroc, il ajoute une barrette à sa DSC, attribuée en mars 1943. À ce moment-là, il a abattu un avion italien (un Fiat CR.42 le 14 mai 1942) et en a endommagé un autre.
Il effectue ensuite des opérations de pénétration à longue distance au-dessus de l'Allemagne à partir de la base RNAS Ford, développant de nouvelles tactiques de combat de nuit avec l'unité d'interception de chasseurs de la RAF. La base RNAS Ford a également servie pour une unité de recherche opérationnelle et Peter Twiss a donc effectué des missions au-dessus de l'Europe occupée, avec des bimoteurs Bristol Beaufighter et des de Havilland Mosquito, mettant ainsi en pratique la théorie de la recherche opérationnelle. Il revendique deux victoires sur des Junkers Ju 88 abattus en 1944.
Plus tard, en 1944, il est envoyé à la British Air Commission Washington DC où il teste divers prototypes d'avions et évalue l'équipement radar aéroporté. Il sert également à la Naval Air Station Patuxent River dans le Maryland. À la fin de la guerre, il est capitaine de corvette. En 1945, il suit le cours no 3 à l'Empire Test Pilots' School (ETPS), alors basé à la base RAF de Cranfield puis est affecté à l'escadron naval de l'établissement expérimental d'avions et d'armements à Boscombe Down.

### Carrière civile
En 1946, Lionel Twiss rejoint Fairey Aviation en tant que pilote d'essai et utilise de nombreux avions de la société, notamment le Fairey Primer, le Fairey Gannet, le Fairey Firefly, le Fairey Delta 1 et l'hélicoptère Fairey Rotodyne (équipé d'un rotor et de moteurs sur les ailes). En 1947, il participe aux Lympne Air Races (course aérienne) aux commandes d'un Firefly IV, remportant la course à grande vitesse à 305,93 milles par heure (492,3 km/h). Il a travaillé pendant deux ans sur le Fairey Delta 2 (FD2), un avion expérimental utilisé pour la recherche supersonique avec les avions à ailes delta. Le 17 novembre 1955, le FD2 a subi une panne de réacteur et par conséquent une perte de puissance hydraulique lors d'un vol d'essai mais Twiss a réussi à s'écraser à Boscombe Down sans autre dommage que l'avion. Il a reçu la Queen's Commendation for Valuable Service in the Air pour cet exploit. L'avion a été réparé et, à ses commandes, le 10 mars 1956, Lionel Twiss a battu le record du monde de vitesse, le portant à 1 132 milles par heure (1 821,8 km/h), soit une augmentation d'environ  300 milles par heure (482,8 km/h) par rapport au record établi l'année précédente par un F-100 Super Sabre. Il devient ainsi le premier pilote d'un avion à réaction à dépasser les  1 000 milles par heure (1 609,3 km/h)1 .

## Carrière ultérieure
En 1960, Fairey Aviation est vendu à Westland Helicopters (anciennement Westland Aircraft), un constructeur d'hélicoptères, qui n'était pas dans le domaine d'expertise de Lionel Twiss. Il en part après une carrière au cours de laquelle il a piloté plus de 140 types d'avions différents. Lionel Twiss rejoint ensuite Fairey Marine en 1960 et en devient le responsable du développement et des ventes de day-cruisers (bateau de pêche-promenade). Il apparait dans le film Bons Baisers de Russie, conduisant l'un des hors-bords de l'entreprise,. Son travail de consultant maritime le conduit à devenir directeur de Fairey Marine (1968-1978) et de Hamble Point Marina (1978-1988).
En 1969, au volant de la vedette de course Fairey Huntsman 707 Fordsport, il participe à la course Round Britain Powerboat Race, avec notamment parmi son équipage le champion de rallye, Roger Clark. Il est apparait également dans le film Coulez le Bismarck !, dans lequel il pilote un Fairey Swordfish. LionelTwiss a été pendant plusieurs années membre de la Lasham Gliding Society. Son autobiographie, Faster Than the Sun, a été publiée en1963 et réédité-corrigée en 2005.

## Vie privée
Lionel Twiss s'est marié cinq fois. Ses trois premiers mariages, avec Constance Tomkinson, Vera Maguire et Cherry Huggins, se sont soldés par un divorce. Sa quatrième épouse, Heather Danby, est décédée avant lui en 1988. À la mort de Lionel Twiss, le 31 août 2011, il laisse dans le deuil sa cinquième épouse, Jane de Lucey. Twiss avait un fils, trois filles et plusieurs beaux-enfants.